# Чуйнышена, Анна Андреевна
Анна Андреевна Чуйнышена (род. 17 декабря 2000 года) — российская прыгунья в воду.

## Карьера
Тренируется в Санкт-Петербурге. На чемпионате России 2015 года в паре с Александром Лебедевым завоевала серебро в смешанном синхро с 10-метровой вышки.
На I Европейских играх была второй на 10-метровой вышке.
На юниорском чемпионате Европы 2016 года была третьей на 10-метровой вышке.
В мае 2017 года стала чемпионкой страны на 10-метровой вышке.
Выиграла серебро чемпионата Европы по дайвингу 2017 года в прыжках с 10-метровой вышки.